# Орискани (Њујорк)
Орискани (енгл. Oriskany) град је у америчкој савезној држави Њујорк.

## Демографија
По попису из 2010. године број становника је 1.400, што је 59 (-4,0%) становника мање него 2000. године.
| Група             | 2000.         | 2010.         |
| Белци             | 1.437 (98,5%) | 1.360 (97,1%) |
| Афроамериканци    | 6 (0,4%)      | 8 (0,6%)      |
| Азијати           | 9 (0,6%)      | 0 (0,0%)      |
| Хиспаноамериканци | 6 (0,4%)      | 12 (0,9%)     |
| Укупно            | 1.459         | 1.400         |